# 上官婉儿 (高甲戏)

左：上官婉儿，右：武则天

《上官婉儿》是厦门市金莲升高甲剧团制作的一部古装高甲戏，创作于2002年，是一出具有悲剧色彩的正剧。本剧以上官婉儿和武则天之间的矛盾冲突为主线，表现了婉儿从自由不羁到归附武则天过程中内心的痛苦，刻画了她从聪慧天真少女蜕变为老辣成熟政客的心路历程。
本剧的舞美由著名戏剧舞美设计黄永碤负责，他用国色天香的牡丹以及工笔重彩的牡丹团构建了一个花与诗的空间，以空间后区的“花瓣”作为全剧主体象征隐喻形象，主人公的生命似一朵花的转换，使人领悟到它独特的内涵并获得盎然的诗意。营造的舞台形象是剧中主人公的心灵寄托和理想追求的外化，与剧情有机的组成在一起。

## 主创
- 总监制：罗才福
- 总策划：叶之桦
- 编　剧：郑怀兴
- 导　演：陈大联、陈炳聪
- 音乐设计：黄书贵、颜金火
- 舞美设计：黄永碤、傅仰彬
- 灯光设计：林宏恩、洪基煌
- 服装设计：蓝玲
- 司　鼓：王双庆

| - 演 员 - 李 莉 饰 上官婉儿 - 吴晶晶 饰 武则天 - 黄耀锋 饰 李 贤 - 肖忆松 饰 李 显 - 张丽娜 饰 郑 氏 - 林良禹 饰 武三思 - 纪亚福 饰 老黄门 - 庄伟文 饰 沈全期 - 柯碧旺 饰 宋之问 - 洪炳举 饰 小太监 | - 职 员 - 配器：黄世民 - 技导：崔彩彩、黄磊 - 化妆：彭小涌 - 电脑灯编程：沈晓峰 - 音响：李世康 - 舞台监督：阿炳 |

## 荣誉
- 福建省第22届戏剧会演优秀剧目奖
- 福建省第22届戏剧会演剧本奖二等奖
- 首届中国戏曲“红梅奖”演唱大赛（福建赛区）组织奖（2003年9月16日）
- 第八届中国戏剧节曹禺戏剧奖·剧目奖（2003年10月）
- 福建省第四届百花文艺奖二等奖（2003年12月）
- 第七届福建省“水仙花”戏剧比赛组织奖（2005年3月）
- 第三届厦门文学艺术奖（2006年）
- 中国戏剧节优秀舞美奖、中国舞美展“作品大奖”
- 著名高甲戏演员吴晶晶凭此剧中的表现获得中國戲劇梅花獎

## 脚注
1. ↑  第八届中国戏剧节之高甲戏 《上官婉儿》探寻女人内心 （页面存档备份，存于）2003年08月30日
2. ↑  传统神韵与现代审美的有机融合 （页面存档备份，存于）2009年03月06日